# ケイシー・フェア
ケイシー・フェア (ハングル: 케이시 유진 페어、ローマ字表記: Casey Phair、2007年6月29日 - ) は、大韓民国出身の女子サッカー選手。NWSLのエンジェル・シティーFC所属。韓国女子代表。ポジションはフォワード。
FIFA女子ワールドカップに出場した史上最年少選手。

## 来歴
韓国生まれだが生後1か月のときに家族は米国に移住した。最初はニューハンプシャー州エクセターに住んでいたが、その後ニュージャージー州ウォーレン・タウンシップに移り、ピングリースクールでサッカーを始めた。
2023年、7月25日にFIFA女子ワールドカップのグループH 第1節コロンビア戦に後半33分から出場し、16歳26日で大会最年少出場記録を塗り替えた。大会後はNJ/NY ゴッサムFC、カンザスシティ・カレント、エンジェル・シティーFCでトライアルを受けた。
2024年、1月18日にNWSLのエンジェル・シティーFCの史上最年少選手として若年選手のエントリーの仕組みに基づいて3年契約を締結。7月26日に行われたサマーカップのベイFC戦で後半21分から途中出場して同クラブデビューを果たした。

## 成績
| 国内大会個人成績 | 国内大会個人成績       | 国内大会個人成績 | 国内大会個人成績 | 国内大会個人成績 | 国内大会個人成績 | 国内大会個人成績 | 国内大会個人成績 | 国内大会個人成績 | 国内大会個人成績 | 国内大会個人成績 | 国内大会個人成績 |
| 年度             | クラブ                 | 背番号           | リーグ           | リーグ戦         | リーグ戦         | リーグ杯         | リーグ杯         | オープン杯       | オープン杯       | 期間通算         | 期間通算         |
| 年度             | クラブ                 | 背番号           | リーグ           | 出場             | 得点             | 出場             | 得点             | 出場             | 得点             | 出場             | 得点             |
| アメリカ         | アメリカ               | アメリカ         | アメリカ         | リーグ戦         | リーグ戦         | リーグ杯         | リーグ杯         | オープン杯       | オープン杯       | 期間通算         | 期間通算         |
| ---------------- | ---------------------- | ---------------- | ---------------- | ---------------- | ---------------- | ---------------- | ---------------- | ---------------- | ---------------- | ---------------- | ---------------- |
| 2024             | エンジェル・シティーFC | 9                | NWSL             | 0                | 0                | 1                | 0                | -                | -                | 1                | 0                |
| 通算             | 1部                    | 1部              | カテゴリー       | 0                | 0                | 1                | 0                | -                | -                | 1                | 0                |
| 総通算           | 総通算                 | 総通算           | 総通算           | 0                | 0                | 1                | 0                | -                | -                | 1                | 0                |

## 代表歴
- 韓国女子代表 (2023-)
- U-17韓国女子代表 (2024 FIFA U-17女子ワールドカップ出場)